# Psilocerea leptosyne
Psilocerea leptosyne är en fjärilsart som beskrevs av Fletcher 1978. Psilocerea leptosyne ingår i släktet Psilocerea och familjen mätare. Inga underarter finns listade.